# Hypoxystis pulcheraria
Hypoxystis pulcheraria là một loài bướm đêm trong họ Geometridae.